# Atanas Golomeev
Atanas Golomeev (in bulgaro Атанас Голомеев?; Sofia, 5 luglio 1947 – Sofia, 12 agosto 2023) è stato un cestista, allenatore di pallacanestro e dirigente sportivo bulgaro.

## Carriera
Con la Bulgaria ha disputato cinque edizioni dei Campionati europei (1969, 1971, 1973, 1975, 1977).

## Palmarès

### Giocatore
- Coppa di Bulgaria: 4

Levski Sofia: 1976, 1979, 1982, 1983